# Carlo Orlandi
Carlo Orlandi (* 23. April 1910 in Mailand, Italien; † 29. Juli 1983 ebenda) war ein italienischer Boxer im Leichtgewicht.
Orlandi bezwang bei den Olympischen Spielen im Jahr 1928 in Amsterdam Robert Sanz Jusa, Cecil Bissett, Hans Nielsen und Steve Halaiko und gewann dadurch die Goldmedaille.